# Vincent Kartheiser
Vincent Paul Kartheiser (Minneapolis, Minnesota, 5 de mayo de 1979) es un actor estadounidense más conocido por interpretar a Connor en la serie de televisión de The WB Angel y a Pete Campbell en Mad Men.

## Trayectoria

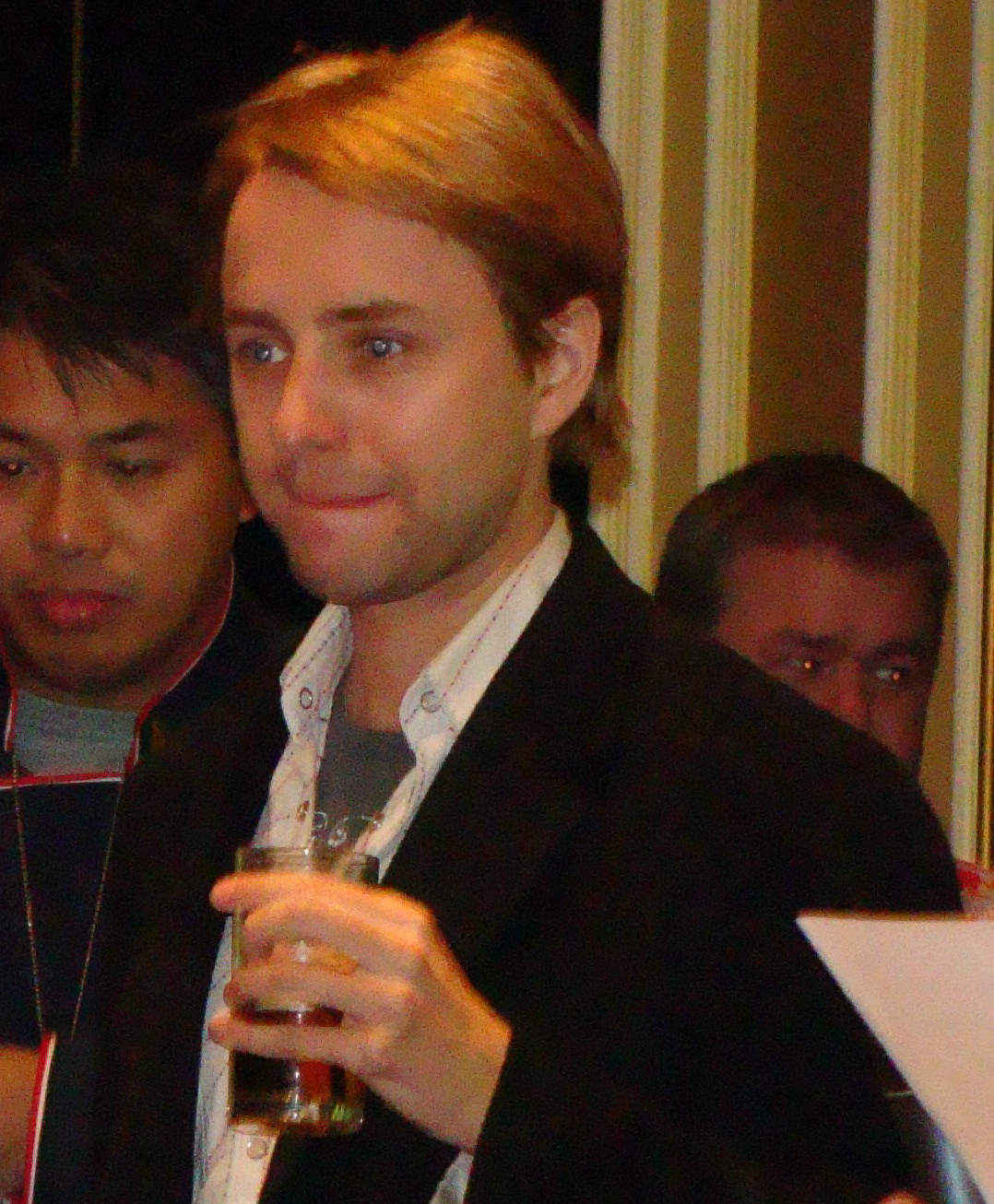
Kartheiser en 2009.

Antes de alcanzar el éxito, había aparecido en varias películas como un actor joven, entre las que destacan Alaska y The Unsaid, en la que comparte la pantalla con el famoso actor cubano-estadounidense Andy García, y en 2006 un pequeño papel en la película Alpha Dog.
En noviembre de 2011 interpretó a Phillipe Weis, el padre multimillonario de Sylvia Weis (Amanda Seyfried), en In Time, película de ciencia ficción dirigida por Andrew Niccol.
En 2018 interpretó el personaje del empresario estadounidense Samuel Greenwood en la serie de televisión alemana Das Bot (El submarino).
Interpretó a Connor en la serie de televisión Ángel (1999–2004). Connor es el hijo de los vampiros Ángel y Darla, y es conocido por ser petulante y antipático. 

## Vida personal
En el 2012, Kartheiser comenzó a salir con la actriz Alexis Bledel, cuyo personaje, Pete Campbell, compartió escenas con su personaje Beth Dawes, durante su participación como estrella invitada en la serie Mad Men. La pareja anunció su compromiso en marzo del 2013 y se casó en California en junio del 2014. En mayo del 2016, se reveló que Kartheiser se convertía en padre de su primer hijo en el otoño del 2015. En agosto del 2022 se hizo pública su separación.